# マリアンヌ・アンデルセン
マリアンヌ・アンデルセン（Marianne Andersen、1980年3月26日 - ）は、ノルウェーのドランメン出身のオリエンテーリング選手。世界選手権とヨーロッパ選手権での獲得メダル数合計は13にもおよび、また国内選手権も9度制しているノルウェーを代表する選手である。

## 国際選手権において
彼女は世界選手権において金メダルを1度、銀メダルを7度、そして銅メダルを2度ほど獲得している。その唯一の金メダルは2009年リレー種目でのものである。また同時にヨーロッパ選手権では銀メダルを3度獲得しており、うち1度は2004年にリレー種目で獲得している。その功績に対し、2006年にはブスケルー県のスポーツ選手に対する優秀賞が与えられ、2007年には国内のスポーツ大賞にノミネートしている。

## ワールドカップ
アンデルセンはワールドカップにおいて2006年、フランスはオーヴェルニュでのレースで1勝を挙げている（ミドル種目）。また2005年から2009年にかけて2位は11度、3位は4度経験している。総合成績としては2006年と2009年に総合2位となっている。

## 国内選手権
前述のとおり、アンデルセンはノルウェー選手権で9度の優勝を果たしており、また銀メダルは3度、銅メダルは4度獲得している。